# Confederació Mundial d'Activitats Subaquàtiques
La Confederació Mundial d'Activitats Subaquàtiques (CMAS) és una federació internacional que representa les activitats subaquàtiques esportives i les ciències subaquàtiques, i supervisa un sistema internacional d'snorkel recreatiu així com l'entrenament i reconeixement de la immersió amb tanc d'oxigen. La seva fundació a Mònaco, al gener de 1959, la converteix en una de les organitzacions de submarinisme més antigues del món.

## Orígens
El 28 de setembre de 1958 es va reunir a Brussel·les un congrés internacional de federacions de busseig que representaven totes les disciplines subaquàtiques. Hi van assistir delegats nacionals dels següents països: Bèlgica, Brasil, França, la República Federal d'Alemanya, Grècia, Itàlia, Mònaco, Portugal, Suïssa, els Estats Units d'Amèrica i l'antiga Iugoslàvia. Després d'una decisió en aquell congrés, es va celebrar una reunió a Mònaco del 9 a l'11 de gener de 1959, que va establir oficialment la Federació Mundial Subaquàtica, amb un acrònim basat en el seu títol francès com a CMAS.
Un membre fundador i defensor clau de CMAS va ser l'explorador i pioner del submarinisme francès Jacques-Yves Cousteau, que va ser escollit per ser el president inaugural amb Luigi Ferraro, pioner del submarinisme italià, nomenat vicepresident.
La CMAS va succeir al Comité des Sports Sous-Marins (Comitè d'Esports Subaquàtics) de la Confédération Internationale de la Pêche Sportive (CIPS) (Confederació Internacional de Pesca Esportiva), que va ser fundada el 22 de febrer de 1952.

## Organització
El CMAS consta de tres grans comitès: esportiu, tècnic i científic. Aquestes comissions són supervisades per una junta directiva (BoD) escollida periòdicament en l'assemblea general convocada anualment. El Consell de Direcció, el comitè esportiu i el comitè científic supervisen els subcomitès coneguts com a comissions. El funcionament diari és supervisat per un comitè de direcció designat pel Consell de Direcció. La seva seu es troba actualment a Roma. El comitè de direcció està format per vuit membres.